# ميخائيل تشادويك
ميخائيل تشادويك (24 مايو 1989 - )  (بالإنجليزية: Michael Chadwick)‏ هو لاعب كريكت بريطاني.